# Danny Williams (judoka)
Daniel David J. "Danny" Williams (ur. 20 kwietnia 1989) – brytyjski judoka. Olimpijczyk z Londynu 2012, gdzie zajął szesnaste miejsce w wadze lekkiej.
Uczestnik mistrzostw świata w 2010 i 2011. Startował w Pucharze Świata w latach 2009–2013, 2015, 2016 i 2018. Triumfator igrzysk Wspólnoty Narodów w 2014, gdzie reprezentował Anglię. Siódmy na mistrzostwach Europy w 2010 roku.

## Letnie Igrzyska Olimpijskie 2012
| Konkurencja | Eliminacje            | Klas. końcowa |
| Konkurencja | Przeciwnik I          | Miejsce       |
| ----------- | --------------------- | ------------- |
| 73 kg       | Rasul Bokijew (TJK) P | 16.           |